# Leslie Feinberg
Leslie Feinberg (Kansas City, 1º settembre 1949 – Syracuse, 15 novembre 2014) è stata una politica, saggista e attivista statunitense.

## Biografia
Leslie Feinberg, attivista transgender e membro del Workers World Party (un partito comunista statunitense), fu direttore responsabile del Workers World newspaper, su cui pubblicò a puntate la sua storia del movimento LGBT, denominata "Lavender & Red". Feinberg rifiutava la divisione eteronormativa della società, preferendo l'utilizzo di pronomi neutri: in inglese, proprio per rispecchiare la propria identità di genere, utilizzava i neo-pronomi ze/hir. Accettava l'utilizzo del femminile (she/her) a livello contestuale, in quanto persona trans e, allo stesso tempo, in quanto persona lesbica. 
Feinberg aveva una relazione sentimentalmente con la poetessa lesbica statunitense Minnie Bruce Pratt. Partecipò, per tutti gli anni Novanta, all'annuale manifestazione Camp Trans tenuta per ribattere alle politiche trans-esclusioniste del Michigan Womyn's Music Festival, festival musicale femminista attivo dal 1975 che escludeva sistematicamente le performer transgender dal partecipare.
Come autrice ha esordito nel 1992 con la raccolta di saggi "Transgender Liberation: A Movement Whose Time Has Come". L'anno seguente, il suo romanzo "Stone Butch Blues", vincitore dello Stonewall Book Award e del Lambda Literary Award, racconta le vicissitudini di Jess Goldberg, una persona queer nata donna negli anni Cinquanta a Buffalo. Jess si muove nella società del tempo cercando di sopravvivere e di fare chiarezza sulla propria identità di genere; il suo cammino la porterà a vivere prima come donna butch e poi come persona transgender, per riuscire poi ad accettarsi per chi è, anche quando questo non rientra negli schemi previsti dalla nostra società. Nel 2006 pubblica un altro romanzo dal titolo "Drag King Dreams".
Molti hanno ipotizzato che si trattasse di un romanzo basato sulle esperienze personali di Feinberg, ma l'intento autobiografico non venne mai confermato.
Feinberg muore il 15 novembre 2014, per complicazioni dovute a morsi di zecche, tra cui la malattia di Lyme, di cui soffriva sin dagli anni Settanta. Le sue ultime parole sono state: "Ricordatemi come un* rivoluzionari* comunista".

## Opere (in inglese)
- Transgender Liberation: A Movement Whose Time Has Come 1992, ISBN 0895671050
- Stone Butch Blues 1993, ISBN 1555838537
- Transgender Warriors: Making History from Joan of Arc to Dennis Rodman 1996, ISBN 0807079413
- Trans Liberation: Beyond Pink or Blue 1999, ISBN 0807079510
- Drag King Dreams 2006, ISBN 0786717637

## Opere (tradotte)
- Stone Butch Blues, 2004, Il Dito e la Luna, ISBN 8886633300